# Vasudeva II.

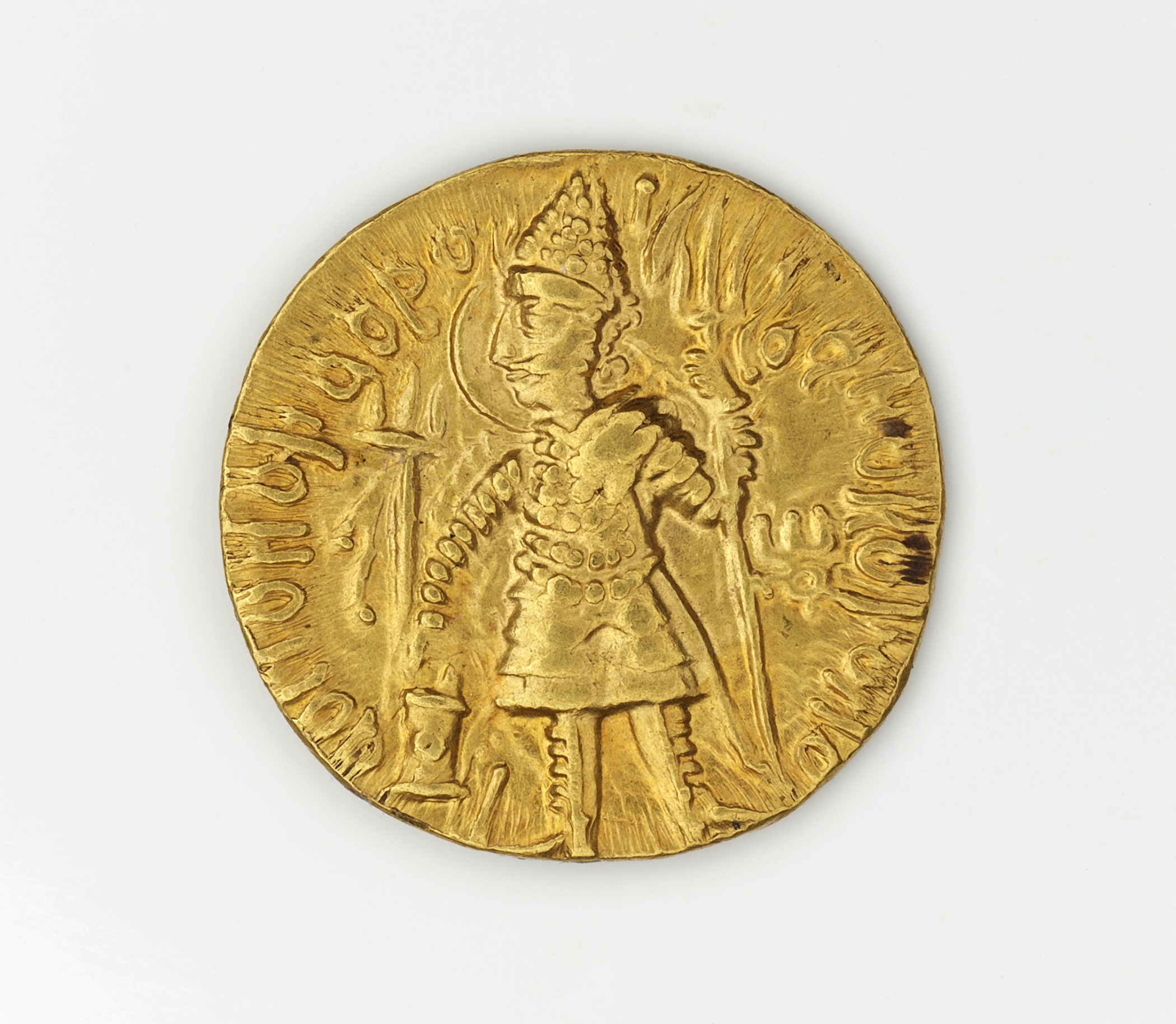
Münze des Vasudeva

Vasudeva II. war einer der letzten Könige der Kuschana und regierte am Ende des dritten Jahrhunderts n. Chr. Er war wahrscheinlich der Nachfolger von Kanischka III. und der Königin Bhanumati. Sein Herrschaftsgebiet dürfte sich vor allem auf den Norden von Afghanistan und Pakistan beschränkt haben. Er ist nur von Münzen bekannt. Es handelt sich dabei um Gold- und Kupfermünzen. Seine genaue Regierungszeit ist unsicher, doch scheint er Zeitgenosse des Kuschano-sassanischen Königs Hormizd I. gewesen zu sein, da Münzen beider Herrscher in Münzhortfunden zusammen auftraten. Ardoxso ist die einzige auf seinen Münzen genannte Gottheit, während auf den diversen Münzen früherer Kuschanherrscher diverse Götter erscheinen.